# ان‌جی‌سی ۶۲۸۶
ان‌جی‌سی ۶۲۸۶ (انگلیسی: NGC 6286) نام یک کهکشان است.